# Megaselia barbulata
Megaselia barbulata är en tvåvingeart som först beskrevs av Wood 1909.  Megaselia barbulata ingår i släktet Megaselia och familjen puckelflugor. Arten är reproducerande i Sverige. Inga underarter finns listade i Catalogue of Life.